# 이상원 (배우)
이상원(1982년 ~ )은 대한민국의 배우다.

## 생애
이상원은 1982년에 아버지 배우 이영하와 어머니 배우 선우은숙 사이에서 태어났고 남동생 이상민이 있다. 2002년 뮤지컬배우 첫 데뷔한 그는 동국대학교 연극영화학과에서 학사 학위를 취득하였다.

## 가족 관계
- 아버지 : 이영하 (1950년 1월 17일 ~ )
- 어머니 : 선우은숙 (1959년 12월 24일 ~ )
  - 배우자 : 최선정 (1993년 10월 22일 ~ )
    - 딸 : 이태리 (2019년 10월 12일 ~ )
    - 아들 : 이현 (2021년 12월 14일 ~)

## 학력
- 케이스웨스턴리저브대학교 경영학과 중퇴
- 동국대학교 연극영화학과 학사